# Петриков
Петриков (біл. Петрыкаў) — місто Гомельської області, центр Петриковського району. Місто стоїть на річці Прип'ять за 190 км на захід від Гомеля, 13 км від залізничної станції Мулярівка на лінії Калинковичі-Лунинець. Автодороги з'єднують місто з Мозирем, Калинковичами, Житковичами. Пристань. У 2004 році в Петрикові налічувалося 11 тис. мешканців.

## Історія
За легендою, місто було засновано в 10-му столітті ятвязьким князем Петриком. За письмовими джерелами відоме з 1523 року як містечко в Слуцькому князівстві Великого князівства Литовського, власність Олельковичів.
У першій половині XVI століття відповідно до деяких документів, князь Юрій Олельковіч збудував в тут замок, який був зруйнований в 1534—1537 роках під час війни Великого князівства Литовського з Московською державою. У 1595—1596 роках Петриков двічі був захоплений загонами Северина Наливайка.
З XVII століття і аж до 1917 року Петриков належав Ходкевичам. 16 жовтня 1776 року Ходкевичі отримали від короля Польського і Великого князя Литовського Станіслава Августа Понятовського дозвіл на проведення в Петрикові великі ярмарки двічі на рік: 20 липня на свято Святого Іллі за католицьким календарем та 1 жовтня на свято Покрови за православним календарем.
Після другого поділу Речі Посполитої в 1793 році Петриков увійшов до складу Російської імперії як містечко, центр волості Мозирського повіту Мінської губернії. У 1897 році в містечку налічувалося близько 400 дворів, 5,5 тис. жителів, 2 початкові школи, лікарня, 2 церкви, костел. Працювала пристань.
До 1812 року в Петрикова існувала поштова станція на поштовій дорозі Мозир — Давид-Городок.
З лютого по грудень 1916 року місто окуповане військами кайзерівської Німеччини. Територія Мозирського повіту стає тилом 3-ї російської армії, тримати оборону проти німецьких військ під Барановичами і Пінськом.
З грудня 1917 року в Петрикові встановлена радянська влада, місто у складі БРСР.
Березень — грудень 1918 року — окупація німецькими військами. З квітня по червень 1920 року — окупація військами поляків. 4 квітня 1920 року вони почали на Поліссі генеральний наступ, щоб остаточно захопити Мозир і Калинковичі, і наступного дня захопили обидва міста.
З 17 липня 1924 року — містечко, центр Петриковського району Мозирського округу. У 1925 році йому був наданий статус міста. Діяла артіль з будівництва барж.
З 15 січня 1938 року — центр Петриковського району Поліської області.
До початку Другої світової війни тут налічувалося 5,8 тис. жителів. Під час окупації тут діяли партизанські бригади. Містечко і район належали до Петриковської округи генеральної округи Житомир. Гітлерівці знищили в районі 1,2 тис. громадян.
Місто було звільнено в 30 червня 1944 року військами 1-го Білоруського фронту, воїнами 55 Мозирського Червонопрапорного стрілецької дивізії 61-ї армії 1-го Білоруського фронту і моряками 20-ї бригади річкових кораблів ордена Ушакова Дніпровської військової флотилії.
8 січня 1954 року Поліська область скасована, місто увійшло до складу Мозирського району Гомельської області. У 1959 році в ньому проживало вже 7,2 тис. осіб.

## Забудова
Головна вулиця сучасного міста забудована 2-3-поверховими житловими будинками. У центрі зводяться 5-поверхові будови. Створені нові житлові масиви.

## Економіка
У Петрикові працюють суднобудівно-судноремонтний завод, заводи керамзитного гравію і цегляний, хлібозавод, комбінат будматеріалів.

## Освіта і культура
Діють 3 середні, музична, спортивна школи, школа-інтернат, Будинок школярів, Будинок культури, 3 бібліотеки, 4 народних і зразкових колективи самодіяльного мистецтва. Видається районна газета «Петриковські новини».

## Пам'ятки
У місті є братська могила радянських воїнів, партизанів і підпільників. На петриковській землі знайшов притулок хоробрий син українського народу молодший лейтенант Герой Радянського Союзу Микола Полікарпович Чалий. У міському парку встановлено меморіал на честь воїнів-визволителів міста Петрикова. Відважним морякам Дніпровської флотилії — старшині Володимру Канареєву і мічману В.П. Чільнікіну присвоєно звання почесних громадян м. Петрикова.
У місті збереглися 3 церкви XVII—XIX ст.